# Stier (Einheit)
Stier war ein belgisches Volumenmaß in Lüttich.
- 1 Stier = 4 Viertel = 16 Pognour = 29,81 Liter
- 8 Stier = 1 Muid = 238,5115 Liter